# Фонгов илуминациони модел
Фонгов илуминациони модел или Фонгова рефлексија је емпиријски модел локалог освјетљења тачака на површини који је дизајнирао истраживач рачунарске графике Буј Тонг Фонг. У 3Д компјутерској графици понекад се назива и Фонгово сјенчење, посебно ако се модел користи помоћу истоименог интерполацијског метода. 

## Опис
Фонгова рефлексија је емпиријски модел локалног освјетљења. Описује начин на који површина рефлектује свјетлост као комбинацију дифузне рефлексије грубих површина са спекуларном рефлексијом сјајних површина. Заснован је на Фонговом неформалном опажању да сјајне површине имају мале интензивне спекуларне одсјаје, док тупе површине имају велике одсјаје који падају постепено. Модел такође укључује амбијентални израз да би се објаснила мала количина свјетлости која је разбацана по цијелој сцени. 
За сваки извор свјетлости у сцени, компоненте {\displaystyle i_{\text{s}}} и {\displaystyle i_{\text{d}}} су дефинисане као интензитети (често као РГБ вриједности) спекуларних и дифузних компоненти извора свјетлости. Један термин {\displaystyle i_{\text{a}}} контролише амбијентално освјетљење; понекад се израчунава као збир доприноса из свих извора свјетлости. 
За сваки материјал на сцени су дефинисани сљедећи параметри: 
{\displaystyle k_{\text{s}}}, константа спекуларне рефлексије
{\displaystyle k_{\text{d}}}, константна дифузне рефлексије
{\displaystyle k_{\text{a}}}, константа амбијенталне рефлексије и
{\displaystyle \alpha }, константа сјаја за овај материјал, која је већа за површине које су глатке и више налик огледалу. Када је та константа велика, спекуларни одсјај је мали.
Надаље, имамо 
{\displaystyle {\text{svjetla}}}, скуп свих извора свјетлости,
{\displaystyle {\hat {L}}_{m}}, вектор правца од тачке на површини ка сваком извору свјетлости ({\displaystyle m} одређује извор свјетлости),
{\displaystyle {\hat {N}}}, нормала на ову тачку на површини,
{\displaystyle {\hat {R}}_{m}}, правац који би савршено рефлектовани зрак свјетлости узео са ове тачке на површини, и
{\displaystyle {\hat {V}}}, правац усмјерен према гледаоцу (као што је виртуална камера).
Тада Фонгов илуминацони модел даје једначину за рачунање освјетљења сваке тачке на површини {\displaystyle I_{\text{p}}}: 
{\displaystyle I_{\text{p}}=k_{\text{a}}i_{\text{a}}+\sum _{m\;\in \;{\text{svjetla}}}(k_{\text{d}}({\hat {L}}_{m}\cdot {\hat {N}})i_{m,{\text{d}}}+k_{\text{s}}({\hat {R}}_{m}\cdot {\hat {V}})^{\alpha }i_{m,{\text{s}}}).}
гдје се вектор правца {\displaystyle {\hat {R}}_{m}} израчунава се као рефлексија {\displaystyle {\hat {L}}_{m}} на површини коју карактерише нормала површине {\displaystyle {\hat {N}}} користећи 
{\displaystyle {\hat {R}}_{m}=2({\hat {L}}_{m}\cdot {\hat {N}}){\hat {N}}-{\hat {L}}_{m}}
при чему су вектори нормализовани. На дифузну рефлекцију свјетлости не утиче правац посматрања ( {\displaystyle {\hat {V}}} ). Спекуларна рефлекција је велика само када се правац гледања ( {\displaystyle {\hat {V}}} ) поравнава се правцем рефлексије {\displaystyle {\hat {R}}_{m}}. Њихова поравнања се мјере са {\displaystyle \alpha } експонентом косинуса угла између њих. Косинус угла између нормализованих вектора {\displaystyle {\hat {R}}_{m}} и {\displaystyle {\hat {V}}} једнак је њиховом скаларном производу. Када је {\displaystyle \alpha } велико, у случају рефлекција приближним огледалу, спекуларни одсјај ће бити мали, јер свако гледиште које није усклађено са рефлексијом има косинус мањи од оног који се брзо приближава нули када се подигне на велики експонент.   
Када је боја представљена као РГБ вриједност, што је често случај у рачунарској графици, ова једначина се обично моделира одвојено за интензитете црвене, зелене и плаве боје, омогућавајући различите константе рефлексије {\displaystyle k_{\text{a}},}{\displaystyle k_{\text{d}}} и {\displaystyle k_{\text{s}}} за различите боје. 

## Примјене
Фонгов илуминациони модел често се користи заједно са Фонговим сјенчењем за сјенчење површина у софтверу за 3Д рачунарску графику. Поред овога, може се користити и у друге сврхе. На примјер, коришћен је за моделирање рефлексије топлотног зрачења из Пионирове сонде у покушају да се објасни Пионирова аномалија.